# Massartellopsis
Massartellopsis is een geslacht van haften (Ephemeroptera) uit de familie Leptophlebiidae.

## Soorten
Het geslacht Massartellopsis omvat de volgende soorten:
- Massartellopsis irarrazavali